# Eugen Aellen
Eugen Aellen (* 22. März 1887 in Zürich; † 3. Januar 1945 in Arlesheim bei Basel) war ein Schweizer Lyriker und Lehrer.

## Leben und Werk
Nach seinem Germanistik-Studium an der Universität Basel unterrichtete Aellen ab 1910 als Lehrer an der Kantonsschule in Schaffhausen das Fach Deutsch. 1912 erhielt er den Titel Dr. phil. Im selben Jahr wurde bei der Buchdruckerei Stämpfl in Bern seine Dissertation Quellen und Stil der Lieder Paul Gerhardts: Ein Beitrag zur Geschichte der religiösen Lyrik des XVII. Jahrhunderts veröffentlicht.
1924 erschien seine erste belletristische Arbeit, der Lyrikband Gedichte bei Benno Schwabe & Co. in Basel. 1929 wurde der Band Freie Rhytmen bei der Münsterpresse in Horgen-Zürich veröffentlicht. 1934 gab er mit dem Buch Gedichte des Wanderers einen weiteren Lyrikband heraus. 1937 wurde schliesslich noch der Band Fünfzig Fabeln publiziert. 1939 erschien abschliessend in Zürich der 16-seitige Druck Sommer: Wir wandern durch die Felder: Kleine Kantate für Jugendchor, gemischten Chor und Instrumente: Op. 67. mit der Musik des Komponisten Rudolf Moser und den Texten von Eugen Aellen.
Aellen starb im Januar 1945 in Arlesheim im Alter von 57 Jahren.

## Schriften (Auswahl)
- Quellen und Stil der Lieder Paul Gerhardts: Ein Beitrag zur Geschichte der religiösen Lyrik des XVII. Jahrhunderts. Sachliteratur. Buchdruckerei Stämpfl, Bern 1912.
- Gedichte. Lyrik. Benno Schwabe & Co., Basel 1922.
- Freie Rhythmen. Lyrik. Münsterpresse, Horgen-Zürich 1929.
- Gedichte des Wanderers. Lyrik. Kulturpolit. Verl., Berlin 1934.
- Fünfzig Fabeln. Fabeln. Geering, Basel 1937.